# Jesse James (Lucky Luke)
Jesse James is het vijfendertigste album in de Lucky Luke-stripreeks. Het is geschreven door René Goscinny en getekend door Maurice de Bevere (Morris) in 1969. Het album is uitgegeven door Dargaud en is het vierde album in de Dargaud-reeks.

## Inhoud
Jesse James is een boerenjongen die diep onder de indruk is van de verhalen van Robin Hood. Daarom besluit hij samen met zijn broer Frank en zijn neef Cole Younger een bende op te richten die steelt van de rijken en geeft aan de armen. Maar al snel geeft Jesse dit op en wordt hij een echte desperado, die alles voor zichzelf houdt. Het detectivebureau Pinkerton wordt belast met de opdracht Jesse te arresteren en vraagt Lucky Luke om hen te helpen. Lucky doet dit en gaat naar Notting Gulch (Jesse's volgende doel) om hem daar op te kunnen pakken bij een misdrijf. De bende gedraagt zich echter keurig, zodat Lucky ze niet kan arresteren. Als ze Lucky weg weten te lokken, plundert de bende Notting Gulch alsnog. Ze vluchten, maar later weet Lucky Cole op te pakken. De inwoners van Notting Gulch zijn te laf om Cole te veroordelen en hij komt weer vrij, waardoor Lucky Luke de stad niet meer helpt. Als de bende teruggaat naar Notting Gulch voor een laatste plundering maken de inwoners het echter goed door hen in een hinderlaag te lokken, waardoor de bende moet vluchten. Lucky Luke besluit de inwoners van Notting Gulch weer te helpen en weet de hele bende van Jesse aan te houden. De bende wordt de stad uitgejaagd naar de grens, waar de politie wacht. Door een fout van de politie ontsnapt de bende alsnog, maar ze keren niet terug. Lucky Luke vervolgt zijn reis weer door het wilde westen.

## Trivia
- Jesse James, Frank James en Cole Younger waren een authentieke boevenbende. Jesse James dook al eerder in de stripreeks op, in het album De bende van Joss Jamon, maar zag er toen nog volledig anders uit.
- Ook in de eerder verschenen strip Billy the Kid (Lucky Luke) komt Jesse James op het einde van het verhaal voor, wanneer hij denkt Billy's plaats in the nemen. De inwoners zijn echter zodanig over hun angst voor desperado's heen dat ze hem, zeer tot zijn verbazing, met pek en veren overgieten en de stad uit jagen.
- Later komt Jesse James nog een keer ter sprake, wanneer hij op de gastvrijheid van Bandit Queen Belle Starr een beroep wil doen. Wanneer Belle Luke er bij roept, maakt Jesse een schielijke vlucht.
- Het fictieve stadje Notting Gulch is gebaseerd op Nottingham, waar Robin Hood volgens de boeken ook opereerde.